# Separatismo blanco
El separatismo blanco es un movimiento político y social que busca la separación de los blancos de las personas de otras razas y etnias, el establecimiento de un etnoestado blanco mediante la eliminación de los no blancos de las comunidades existentes o la formación de nuevas comunidades en otros lugares.
La mayoría de los investigadores modernos no consideran que el separatismo blanco sea distinto de las creencias supremacistas blancas. La Liga Antidifamación define el separatismo blanco como "una forma de supremacía blanca"; el Southern Poverty Law Center define tanto al nacionalismo blanco como el separatismo blanco como "ideologías basadas en la supremacía blanca". Facebook ha prohibido contenidos abiertamente nacionalistas blancos o separatistas blancos porque "el nacionalismo blanco y el separatismo blanco no pueden separarse de forma significativa de la supremacía blanca y los grupos de odio organizados".
El uso del término para autoidentificarse ha sido criticado como una estratagema retórica deshonesta. La Liga Antidifamación sostiene que los supremacistas blancos utilizan la frase porque creen que tiene menos connotaciones negativas que el término supremacista blanco.
Dobratz & Shanks-Meile informaron de que los partidarios suelen rechazar el matrimonio "fuera de la raza blanca". Argumentaron la existencia de "una distinción entre el deseo del supremacista blanco de dominar (como en el apartheid, la esclavitud o la segregación) y la separación completa por razas". Sostuvieron que se trata de una cuestión de pragmatismo, que si bien muchos supremacistas blancos son también separatistas blancos, los separatistas blancos contemporáneos rechazan la opinión de que volver a un sistema de segregación sea posible o deseable en Estados Unidos.

### Congregacistas separatistas blancos
- Ben Klassen
- Virginia Abernethy
- Chuck Baldwin
- David Duke
- Samuel Francis
- Nick Griffin
- David Lane
- William Luther Pierce
- Kevin Alfred Strom
- Jared Taylor

### Organizaciones y filosofías afines
- Hermandad Aria
- Consejo de Ciudadanos Conservadores
- Etno-pluralismo
- Eurocentrismo
- Ku Klux Klan
- Neoconfederados